# Olivier de Cuilly
Olivier de Cuilly ou encore de Ceuilly, de Cueilly, né en 1565  à Laval, et mort le 2 novembre 1620 à Laval, religieux dominicain au couvent des Dominicains de Laval, religieux, prédicateur et écrivain français du XVIe siècle.

## Biographie
Il fait profession de la règle de Saint-Dominique au couvent des Dominicains de Laval. Ensuite envoyé dans le Couvent des Jacobins, à Paris, il y achève ses études en théologie, et est reçu docteur en 1596. Les registres de la faculté portent qu'Olivier de Cueilly est en 1602, chargé de mettre d'accord les élèves du collège de Navarre et le prieur de la Sorbonne, qui prétendait confisquer leurs privilèges. Il parait dans un grand nombre de chaires, et passe pour un sermonnaire éloquent. Il était réputé comme orateur éloquent. 
Prieur des Dominicains de Laval en 1599, il prononce l'oraison funèbre de Guy XX de Laval, tué en Hongrie, et inhumé aux Dominicains de Laval en 1609. 
Il meurt dans le couvent des Dominicains de Laval le 2 novembre 1620, âgé de 57 ans. Il est enterré le lendemain au chapitre de Saint-Dominique où M. Froissard, religieux de l'ordre, prononce son oraison funèbre.
Il a laissé plusieurs ouvrages. Il est probable pour Dom Piolin que ce fut ce religieux qui se fit remarquer à Paris parmi les prédicateurs les plus véhéments au temps de la Ligue. Il a composé quelques ouvrages sur l'Écriture et des traités de morale; mais son oraison funèbre du comte Guy XX, dans laquelle il voulut faire l'histoire des seigneurs de Laval, annonce qu'il possédait peu ce sujet..

## Source
- « Olivier de Cuilly », dans Alphonse-Victor Angot et Ferdinand Gaugain, Dictionnaire historique, topographique et biographique de la Mayenne, Laval, A. Goupil, 1900-1910 [détail des éditions] (BNF 34106789, présentation en ligne)